# Lluís Bosch Albert
Lluís Bosch Albert (Barcelona, 1964) és un escriptor i docent català.
Va iniciar-se en la creació literària amb contes i guions de còmic per a la revista Cavall Fort, i posteriorment va publicar les novel·les juvenils Els dimonis de Barcelona, 1990 i El rei del Guinardó, 1991. També ha publicat teatre, L'amor a la tarda, 1997 i la novel·la Les petges invisibles (2007), que va rebre el Premi de Narrativa Ciutat de Lleida.
El 2013 entra en la novel·la negra amb Aire brut, on fusiona els gèneres negre i de fantasmes. El 2015 rep el Premi de Novel·la Negra Vila de Tiana-Memorial Agustí Vehí per Besòs Mar. Amb aquests dos títols ha estat assenyalat com a autor imprescindible del gènere negre en català actual.
L'autor té cura de diversos blogs: Nigra sum, dedicat a la novel·la i el cinema negres, Mil dimonis, de reflexions i propostes sobre qüestions culturals, polítiques i socials en un sentit ampli i Diario de un unionista on també fa reflexions polítiques socials i culturals. Des de febrer de 2016 col·labora en la revista literaria online La Charca literaria, amb narracions literàries escrites en llengua castellana. Des de novembre de 2018 col·labora al diari El Triangle.

## Obres publicades
Relats juvenils
- Els dimonis de Barcelona, (Barcelona: Edelvives - Baula, 1990)
- El rei del Guinardó, (Barcelona: Edelvives - Baula, 1991)

Relats
- Hivern a la Terra, (Barcelona: Seebook, 2015)

Teatre
- L'amor a la tarda, (Barcelona: Ed. 62, 1997). Premi Recull-Josep Ametller de teatre

Novel·la
- Les petges invisibles, (Lleida: Pagès, 2006). Premi de Narrativa Ciutat de Lleida.[6][7]
- Aire brut, (Barcelona, Alrevés, crims.cat, 2013)[8][9]
- Besòs Mar (Barcelona, Alrevés, crims.cat, 2015)[10][11][12]

## Premis literaris
- Festes Pompeu Fabra de Cantonigròs-Cavall Fort de contes, 1989: Els herois dels nostres dies[13]
- Cavall Fort de contes, 1995: El darrer viatge del llop[13]
- Recull-Josep Ametller de teatre, 1995: L'amor a la tarda[13]
- Premis Lleida - narrativa, 2006: Les petges invisibles[14]
- Premi Memorial Agustí Vehí Vila de Tiana, 2a edició, 2015: Besòs Mar [15][16][17]